# Ortygornis
Ortygornis is een geslacht van vogels uit de familie fazantachtigen (Phasianidae).

## Soorten
Het geslacht kent drie soorten:
- Ortygornis gularis  – Moerasfrankolijn
- Ortygornis pondicerianus  – Grijze frankolijn
- Ortygornis sephaena  – Kuiffrankolijn